# Гидроарсенит натрия
Гидроарсенит натрия — неорганическое соединение,
кислая соль натрия и мышьяковистой кислоты
с формулой Na2HAsO3,
бесцветные кристаллы,
растворяется в воде,
образует кристаллогидраты,
сильный яд.

## Получение
- Растворение оксида мышьяка в горячем растворе карбоната натрия:

{\displaystyle {\mathsf {As_{2}O_{3}+Na_{2}CO_{3}+2H_{2}O\ {\xrightarrow {95^{o}C}}\ 2Na_{2}HAsO_{3}+CO_{2}}}}
- Реакция метаарсенита натрия с щелочами:

{\displaystyle {\mathsf {NaAsO_{2}+NaOH\ {\xrightarrow {}}\ 2Na_{2}HAsO_{3}}}}
- Разложение трифторида мышьяка щелочами:

{\displaystyle {\mathsf {AsF_{3}+5NaOH\ {\xrightarrow {}}\ Na_{2}HAsO_{3}+3NaF+2H_{2}O}}}

## Физические свойства
Гидроарсенит натрия образует бесцветные кристаллы.
Растворяется в воде.
Образует кристаллогидрат состава Na2HAsO3•12H2O.

## Химические свойства
- При нагревании легко окисляется кислородом воздуха (то же происходит при длительном хранении):

{\displaystyle {\mathsf {2Na_{2}HAsO_{3}+O_{2}\ {\xrightarrow {60-75^{o}C}}\ 2Na_{2}HAsO_{4}}}}
- Является восстановителем:

{\displaystyle {\mathsf {3Na_{2}HAsO_{3}+KBrO_{3}+6HCl\ {\xrightarrow {}}\ 3H_{3}AsO_{4}+6NaCl+KBr}}}

## Применение
- Средство для борьбы с вредителями сельскохозяйственных растений.
- Препарат для приготовления отравленных приманок.
- Применяется как гербицид и в ветеринарии.

## Токсичность
Так как это мышьяксодержащее вещество, гидроарсенит натрия ядовит.